# Віллі Мейс
Віллі Говард Мейс молодший (англ. Willie Howard Mays, Jr; 6 травня 1931 — 18 червня 2024) — американський професійний бейсболіст, який виступав у Головній лізі бейсболу на позиції центрфілда. За свою кар'єру грав у командах «Нью-Йорк / Сан-Франциско Джайентс» і «Нью-Йорк Метс». У 1979 році за його заслуги Мейс був включений в бейсбольний Зал слави.
Мейс двадцять чотири рази брав участь в матчах всіх зірок МЛБ і двічі ставав найціннішим гравцем матчу. За свою кар'єру він зробив 660 хоум-ранів — третій показник на той час і четвертий на поточний момент. Він 12 разів вигравав нагороду Голден Глоув. У 1999 році в списку 100 найбільших бейсболістів журналу Sporting News він зайняв друге місце, а пізніше в цьому році був включений до збірної зірок століття МЛБ. Мейс є одним з п'яти гравців НЛ, що вибивали більше 100 RBI вісім сезонів поспіль.

## Ранні роки
Мейс народився 6 травня 1931 року у Вестфілді (штат Алабама). Його батько, названий на честь Президента США Вільяма Говарда Тафта, виступав за негритянську бейсбольну команду місцевого сталеливарного заводу. Його мати, Енні Саттеруайт, в школі займалася баскетболом і легкою атлетикою. Однак його батьки офіційно не були одружені. У дитинстві Мейс часто залишався на піклування молодших сестер матері — Сари і Ернестіни, і пізніше Сара стала зразком жінки в житті Віллі. Уже з ранніх років батько почав залучати сина до бейсболу і в п'ятирічному віці Віллі грав разом з батьком у дворі, а в десятирічному віці йому вже дозволяли сидіти на лавці запасних на матчах батьківської команди.
Навчаючись в Промисловій школі Фейрфілд Мейс брав участь у безлічі видах спорту, в баскетболі набираючи в середньому за гру 17 очок, вибиваючи пантів далі, ніж на 40 ярдів в американському футболі, а також грав на позиції квотербека.

## Професійна кар'єра
Негритянські ліги
Професійна кар'єра Мейса почалася в 1947 році. Ще під час навчання в старшій школі він влітку став виступати за клуб «Чаттануга Чу-Чус» з Теннессі. Однак незабаром він покинув команду і повернувся в свій рідний штат, де став грати за «Бірмінгем Блек Баронс» з Негритянської американської ліги. Завдяки йому «Баронс» змогли стати чемпіонами ліги і взяти участь у Світовій серії Негритянської ліги 1948 року народження, в якій вони програли «Хомстід Грейс» з рахунком 4: 1. У сезоні середня реалізація виходів на биту у Мейса склала 26,2 % і він показав відмінну гру в захисті і в бігу по базах. Однак виступи за професійні команди закрили йому дорогу для виступів в шкільних спортивних командах Алабами. Через це у нього почалися проблеми зі шкільною адміністрацією, яка хотіла, щоб Віллі виступав за школу, що поліпшило б результати команди і привернуло більшу кількість уболівальників на стадіони .
У наступні кілька років скаути декількох клубів МЛБ посилали своїх скаутів, щоб ті подивилися на гру Мейса. Першими ж відкрили Віллі скаут «Бостон Брейвз» Бад Міг, який спостерігав за ним цілий рік, а після розповів про нього своєму керівництву. «Брейвз» запропонували «Баронс» за молодого гравця 7500 доларів готівкою і потім ще 7500 доларів протягом наступних 30 днів, а також самому Віллі 6000 доларів. Однак власник «Баронс» Том Хейс не хотів віддавати свого гравця, вважаючи що той допоможе провести його команді хороший сезон. Крім «Брейвз» Мейсом зацікавилися скаути «Бруклін Доджерс», які послали свого представника, щоб той уклав угоду. Однак контракт з Віллі уклали «Нью-Йорк Джайентс», який підписали Мейса за 4000 доларів і відправили його в свій фарм-клуб рівня В до Трентоні (штат Нью-Джерсі) .
нижчі ліги .
Нижчі ліги
Після того, як в своєму першому сезоні в Трентоні Мейс в середньому за сезон відбивав м'ячі з відсотком 35,3, сезон 1951 року почав в клубі рівня ААА «Міннеаполіс Міллерс» з Американської асоціації. У «Міллерс», де він виступав разом з ще двома майбутніми членами бейсбольного Залу слави Хойтом Уілхелмом і Реєм Дендрідж, не затримався надовго. Вибиваючи з відсотком 47,7 в 35 іграх він 24 травня 1951 був викликаний в основну команду «Джайентс». Ця новина прийшла до нього, коли він був в кінотеатрі в Су-Сіті (штат Айова). Під час перегляду фільму на екрані з'явилася великий напис «Віллі Мейс, Зателефонуй в свій готель» . І вже на наступний день він дебютував в МЛБ, взявши участь в матчі проти Філадельфії. Мейс переїхав в Гарлем (Нью-Йорк), де його наставником став колишній гравець «Гарлем Ренс» Френк Форбс.
Вища ліга
Нью-Йорк Джайентс (1951—1957)
Вищі ліги
Кар'єра Мейса у вищій лізі почалася не дуже вдало — за перші 12 виходів на биту він не вибив жодного хіта. Однак вже на 13 раз він вибив хоум-ран після подачі майбутнього члена Залу слави Уоррена Спана . Пізніше Спан пожартував: "Я ніколи не пробачу себе. Ми могли б позбутися від Віллі назавжди, якби я тільки зробив йому тоді страйкаут ". Протягом сезону Мейс почав потроху поліпшувати свої показники і закінчив регулярний чемпіонат із середнім відсотком відбивання 27,4 %, 68 RBI і 20 хоум-ранами і виграв нагороду Новачок року. У серпні та вересні «Джайентс» змагалися з «Доджерс» за титул чемпіона конференції, і завдяки хорошій грі Мейса його команда змогла здобути кілька важливих перемог. «Джайент» в сезоні змогли дійти до Світової серії, де зустрілися з «Нью-Йорк Янкіз». У першій грі серії Мейс разом з Хенком Томпсоном і Монте Ірвіном утворили першу в історії Світових серій афро-американську зв'язку в аутфілді. У самій серії Віллі виступив не сильно вдало, а «Джайентс» програли «Янкиз» в шести матчах.
Після успішного сезону в МЛБ Мейс став знаменитістю в Гарлемі. Він часто грав з дітьми в міську різновид бейсболу і стверджувалося, що Мейс міг вибити ручкою від мітли гумовий м'яч на відстань в 300 футів..